# Paavo Rautio
Paavo Taneli Rautio (né le 23 mars 1924 à Helsinki, décédé le 28 mars 2005 à Tampere) est un chef d'orchestre et violoniste finlandais.

## Biographie
Paavo Taneli Rautio a étudié le violon avec Väinö Arjavan, Onni Suhonen et Wolfgang Schneiderhan. Rautio a été professeur de violon à l'Institut de musique de Jyväskylä en 1951-1959, directeur adjoint puis directeur de l'orchestre en 1956-1959. Il a été directeur de l'Orchestre symphonique d'Oulu et directeur de l'école de musique à partir de 1959. De 1965 à 1974, Rautio a dirigé l'Orchestre philharmonique de Turku. Ensuite de 1974 à 1987, Rautio a dirigé l'Orchestre philharmonique de Tampere, dont il a élevé le niveau.
Paavo Rautio a formé un duo de musique de chambre avec le pianiste Timo Mäkinen et s'est rendu dans toute l'Europe en tant que soliste et chef d'orchestre. 
Les frères de Paavo Raution étaient le compositeur Matti Rautio et le violoncelliste Erkki Rautio.